# لكوان (غرمي)
لكوان (بالإنجليزية: Yekvan, Germi)‏ هي قرية تقع في أردبيل في إيران. يقدر عدد سكانها بـ 408 نسمة .